# جوردن ليوبولد
جوردن ليوبولد (بالإنجليزية: Jordan Leopold)‏ هو لاعب هوكي الجليد أمريكي، ولد في 3 أغسطس 1980 في غولدن فالي في الولايات المتحدة.

## وصلات خارجية
- جوردن ليوبولد على موقع دوري الهوكي الوطني (الإنجليزية)
- جوردن ليوبولد على موقع قاعة مشاهير الهوكي (لاعب أن.إتش.أل) (الإنجليزية)
- جوردن ليوبولد على موقع EliteProspects.com (الإنجليزية)
- جوردن ليوبولد على موقع Eurohockey.com (الإنجليزية)
- جوردن ليوبولد على موقع HockeyDB.com (الإنجليزية)
- جوردن ليوبولد على موقع Hockey-Reference.com (الإنجليزية)
- جوردن ليوبولد على موقع أوليمبيديا (الإنجليزية)